# Giorni di luglio
I Giorni di luglio (in russo Июльские дни?) furono un periodo di disordini a San Pietroburgo tra il 16 e il 20 luglio 1917 (Calendario giuliano, tra il 3 e il 7 luglio).
Essi furono caratterizzati da dimostrazioni armate spontanee da parte di soldati, marinai e lavoratori dell'industria impegnati contro il Governo provvisorio russo. Le dimostrazioni furono più intense e più violente di quelle avvenute durante la Rivoluzione di febbraio mesi prima.
Il Governo provvisorio biasimò i Bolscevichi per le violenze perpetrate nei Giorni di luglio e con le susseguenti misure restrittive sul Partito bolscevico, il partito fu disperso e molti dei suoi capi arrestati. Vladimir Lenin fuggì in Finlandia, mentre Leone Trotsky fu tra coloro che furono arrestati.
Il risultato dei Giorni di luglio rappresentò un provvisorio declino nella crescita del potere bolscevico e della sua influenza nel periodo antecedente la Rivoluzione di Ottobre.

## Antefatti

### Crescente sostegno per il Partito Bolscevico
Nell'aprile del 1917, Lenin emise le sue Tesi di aprile, dichiarando che il proletariato avrebbe dovuto abbattere la borghesia, rovesciare il Governo provvisorio e prendere il potere. Sebbene inizialmente ricevuta con sdegno, l'idea di Lenin di un'insurrezione proletaria armata, divenne sempre più popolare. A luglio, la base bolscevica in particolare parlava di rovesciare il Governo provvisorio, che essi consideravano borghese.
Poco dopo il proclama di Lenin, il 18 aprile 1917 fu rivelato da una nota diplomatica inviata da Pavel Milyukov che il Governo provvisorio sosteneva la continuazione della guerra anche se pubblicamente dichiarava il contrario. Come risultato si ebbero dimostrazioni in massa di scontento da parte del popolo russo. In conseguenza di queste dimostrazioni, il Governo provvisorio, a tempo composto principalmente di liberali, subì un rimpasto per includere i Socialisti-Rivoluzionari, creando un governo di coalizione. Rifiutando di prender parte alla coalizione, i Bolscevichi furono la sola fazione ad emergere da questi eventi, noti come Crisi di aprile, senza associazione negativa con la continuazione del coinvolgimento russo nella guerra (non si capisce) . Il risultato fu che i Bolscevichi ottennero molto sostegno dai soldati, che erano sempre più frustrati dal Governo provvisorio.
A seguito degli eventi di aprile, il Partito Bolscevico guadagnò il sostegno principalmente fra i soldati e gli operai, essendo i Bolscevichi verbalmente critici sul Governo provvisorio. I contadini erano più inclini a sostenere i Socialisti-Rivoluzionari, che si focalizzavano di più sulla domanda di riforma della proprietà terriera e sulla distribuzione della terra.
Anche nella base navale di Kronstadt, che era in gran parte sotto l'influenza dei Bolscevichi e degli Anarchici, causò forti preoccupazioni al Governo provvisorio. All'inizio di maggio 1917, il Soviet di Kronstadt divenne la principale autorità in città. Un importante ruolo nella transizione dei marinai di Kronstadt dalla parte dei Bolscevichi fu giocato, a quel tempo, dal vicepresidente del Consiglio di Kronstadt, Fyodor Raskolnikov.
Una comune rivendicazione per spiegare i problemi che la Russia dovette affrontare fu il sabotaggio da parte dei "controrivoluzionari", un'etichetta la cui definizione cambiava a seconda di chi sosteneva l'accusa. I Bolscevichi nutrivano sentimenti anticapitalistici ed estendevano la loro antipatia anche agli alleati britannici e francesi come un modo di spiegare perché il governo "borghese" continuava il coinvolgimento in una guerra impopolare. Il crescente malcontento verso l'inazione del Governo provvisorio per la riforme agricole e industriali, la cessazione della guerra e la carestia portarono a una crescente richiesta per un governo totalmente socialista. Le istanze che si esprimevano con il popolare slogan di aprile, "Tutto il Potere ai Soviet", aumentarono, sostenute dal Partito Bolscevico e dalle Tesi di Aprile di Lenin.

### Offensiva di Kerensky
Verso fine giugno del 1917, in uno sforzo per aumentare il sostegno alla guerra attraverso trionfi in battaglia, il Ministro della Guerra Aleksandr Kerensky autorizzò un'offensiva militare sul fronte orientale.
L'offensiva ebbe inizio il 18 giugno 1917 e continuò fino al 6 luglio 1917, coincidente con i Giorni di luglio. I soldati russi all'inizio videro la vittoria sulle forze Austro-Ungariche, che essi avevano tentato di cogliere di sorpresa, ma le truppe tedesche iniziarono presto una controffensiva che devastò l'esercito russo. L'offensiva fu vista in patria con estremo sfavore e malcontento, creando un effetto opposto a quello che il governo intendeva. Piuttosto che provocare il sostegno al Governo provvisorio, i disordini al fronte continuavano e l'insoddisfazione nei confronti del governo e delle sue disastrose politiche crebbe.
A causa della situazione della coalizione creata dagli eventi di aprile, la sola fazione che si oppose all'offensiva fu quella dei Bolscevichi.

### Crisi di governo
Risalendo ai Giorni di luglio, il Governo provvisorio si trovò di fronte a una crisi che sfociò in un tardivo rimpasto del governo.
Il liberale partito cadetto, di fronte al fallimento del governo, criticò le sue inefficaci politiche e i fallimenti nel prendere provvedimenti. Il 2 luglio, quattro ministri cadetti uscirono dalla coalizione governativa per protesta, lasciando il Governo provvisorio composto principalmente di socialisti di sinistra moderati. Per aggiungere altro alla crisi di governo, il Primo Ministro Georgy Lvov annunciò al governo che anch'egli avrebbe rassegnato le sue dimissioni il 7 luglio.

## Dimostrazioni
La mattina del 3 luglio 1917, il Primo Reggimento Mitraglieri pianificò delle dimostrazioni da effettuarsi più tardi quel giorno stesso. Con l'aiuto degli attivisti bolscevichi, essi elessero un comitato per aiutare le risorse dei delegati e raccogliere sostegno. Solo alla sera del 3 luglio le dimostrazioni esplosero a San Pietroburgo. Guidate dal Primo Reggimento Mitraglieri, soldati armati marciarono lungo le vie, con i lavoratori e altre divisioni di soldati che si associarono prontamente quando essi marciarono verso il Palazzo di Tauride. Questi dimostranti marciavano con lo slogan "Tutto il potere ai Soviet", volendo che il gruppo non solo prendesse il potere, ma lo utilizzasse anche. Nel corso della giornata i soldati, con i loro fucili, sparavano in aria e requisirono dei veicoli.
Il giorno dopo, 4 luglio, le proteste continuarono, con un maggior numero di soldati e lavoratori insieme, compresa una divisione dalla vicina base navale. I dimostranti divennero anche più violenti, irrompendo e sparando negli appartamenti e attaccando i passanti benestanti. La folla all'esterno del Palazzo Tauride chiese di vedere un funzionario del governo, e i capi del Soviet mandarono Viktor Chernov. Mentre questi tentava di calmare la folla, essi invece lo sequestrarono, con un dimostrante che gridava un ordine divenuto famoso: "Prendi il potere, tu figlio di una mi...tta, mentre ti viene offerto!" La folla continuò a tenere Chernov in ostaggio fino a che Trotsky si fece largo tra la folla, sollecitandola a rilasciare l'uomo, cosa che essi fecero.
Molti dimostranti, gran parte dei quali sostenitori dei Bolscevichi, tentarono di ottenere il sostegno dal loro partito, ma quando essi si raccolsero vicino ai quartier generali dei Bolscevichi, Lenin rifiutò all'inizio d'incontrarli. Alla fine, egli semplicemente fece loro un breve discorso, rifiutandosi di dar loro il proprio sostegno, con il partito bolscevico che lo ottenne poco dopo . Senza alcuna leadership che li sostenesse, i dimostranti presto si dispersero.
Alla mezzanotte del 3 luglio i capi del Soviet si riunirono in un incontro riservato e la conclusione fu che essi non sarebbero stati obbligati a prendere il potere. Essi biasimarono anche i Bolscevichi per le dimostrazioni, sebbene non sia chiaro se il partito bolscevico realmente avesse orchestrato l'intero evento, o se si fosse trattato di una semplice dimostrazione spontanea che si era verificata per includere i sostenitori bolscevichi. In entrambi i casi il partito bolscevico si rifiutò di appoggiare apertamente le dimostrazioni.
Le autorità militari inviarono truppe conto i dimostranti, portando a molti arresti e probabilmente a parecchie centinaia di morti a causa della violenza nelle strade. I Socialisti Revoluzionari e i Menscevichi sostennero misure punitive contro gli insorti. Essi iniziarono disarmando i lavoratori, sbandando le unità militari rivoluzionarie e operando arresti. Nei giorni 5 e 6 di luglio gli uffici e gli impianti tipografici della Pravda e i quartier generali del Comitato Centrale Bolscevico furono distrutti. Il 7 luglio il Governo provvisorio emise un ordine di arresto nei confronti di Lenin, che fu costretto alla clandestinità. L'8 luglio,  truppe leali al regime giunsero a San Pietroburgo dal fronte.

## Coinvolgimento Bolscevico

### Leadershipbolscevica
I leader dei bolscevichi durante i Giorni di luglio comprendevano Vladimir Lenin, in gran parte, insieme a Leone Trotsky, Grigory Zinoviev e Lev Kamenev. La responsabilità della leadership negli eventi dei Giorni di luglio è ancora dibattuta e i Bolscevichi e i Soviet ebbero entrambi periodi di incertezza nel loro coinvolgimento. I dimostranti comprendevano ampiamente soldati, marinai e operai, nelle vie durante i Giorni di luglio, molti di numero ma deboli nella leadership, dai Bolshevichi ai Sovietici.  "Tutto il Potere ai Soviet" e altri slogan furono proclamati dai Bolscevichi, ma i Giorni di luglio non furono una raccolta di potere da parte di Lenin.
Nonostante l'abilità politica e lo slogan "Terra, Pane, Pace", il sostegno bolscevico non fu abbastanza forte per lui da diventare un potente leader subito dopo i Giorni di luglio, specialmente con il Governo provvisorio che tentava diminuire la fiducia dei suoi seguaci con accuse di spionaggio a favore della Germania. Sebbene ci fossero controversie sulle intenzioni dei Bolscevichi durante i Giorni di luglio, l'apparentemente inadeguata leadership non prese il potere, che lo desiderasse o meno.

### Prospettive di conflitti interni
Alcuni Bolscevichi vedevano le dimostrazioni dei Giorni di luglio pericolose e temevano che queste azioni avrebbero provocato rappresaglie da parte dei membri del partito politico nel tentativo di contrastarle. Ciò fece sì che il Comitato Centrale tentasse di prevenire ciò riducendo il sostegno alle dimostrazioni. Chi si opponeva alle dichiarazioni del Comitato Centrale, quando questo parlava e agiva a sostegno delle dimostrazioni, erano l'Organizzazione dei militari Bolscevichi e il Comitato di San Pietroburgo. Il giornale bolscevico Pravda non pareva dalla parte del Comitato Centrale, ma invece pubblicava sentimenti di malcontento. Questi sentimenti furono condivisi da Lenin, dalla Organizzazione Militare Bolscevica e dal Comitato di San Pietroburgo; il Comitato Centrale pareva infine mostrare sentimenti misti circa le dimostrazioni, a livello del movimento. La decisione di sospendere le dimostrazioni nelle vie di san Pietroburgo fu presa quando ebbe luogo un incontro verso le ore 2 o 3 antimeridiane, che coinvolse Lenin e il Comitato Centrale Bolscevico il 5 luglio, con la Pravda che pubblicò le notizie il giorno stesso.

### Bolscevichi e Governo provvisorio
Dalle prospettive di Trotsky, dei Bolscevichi e della leadership Provvisoria, le tensioni aumentarono allorché i leader bolscevichi, Lunacharsky e Trotsky, mostrarono apparente sostegno a un gruppo di dimostranti che doveva essere inviato al fronte, durante un incontro di commiato presso la Casa del Popolo. Trotsky mostrò un avanti e indietro tra ciascun partito, Bolscevichi e Provvisori, tentando di mettere in cattiva luce l'altro partito. Il Governo provvisorio tentò d'impedire le attività dei Bolscevichi e diminuire il loro potere, non solo operando arresti dei loro leader ma anche fermando la loro strada pubblicitaria con il divieto alla Pravda di uscire. Il Governo provvisorio trasse vantaggio dalla condanna popolare del coinvolgimento bolscevico nelle violenze dei Giorni di luglio per indebolire il Partito Bolscevico.

## Conseguenze
Il Governo provvisorio affrontò la crisi con parecchie recenti dimissioni, compresa quella del Primo Ministro Lvov. L'8 luglio, Aleksandr Kerensky, l'ex Ministro della Guerra nel Governo provvisorio, divenne Primo Ministro.
In generale, la violenta natura delle dimostrazioni di luglio e l'ambiguo coinvolgimento dei Bolscevichi volse la pubblica opinione contro di loro. Poiché il nuovo capo del Governo provvisorio Kerensky desiderava ristabilire il governo centrale come autorità forte, in risposta ai Giorni di luglio, egli iniziò a porre in atto misure per disciplinare i disordini civili. Ciò comprendeva l'ordine di arresto dei leader bolscevichi per la loro (presunta) responsabilità nei violenti Giorni di luglio.
Lenin si nascose, stabilendosi iniziakmente nell'appartamento di Benyamin Kayurov, prima di fuggire in Finlandia. Molti altri leader bolscevichi furono arrestati, compresi Trotsky, Kamenev e Lunacharsky. Durante l'estate del 1917, Trotsky divenne uno dei maggiori proponenti degli ideali bolscevichi, dopo queste risalite, anche scrivendo per la stampa bolscevica. I leader bolscevichi rimasero in prigione finché Kerensky li fece rilasciare in risposta al Caso Kornilov.
Per reinstaurare l'ordine civile, il governo lo restrinse più ampiamente. Le manifestazioni per le strade di Pietroburgo furono momentaneamente bandite e il governo autorizzò la chiusura di ogni pubblicazione che favorisse disordini militari. Il 12 luglio, Kerenksy ripristinò la pena di morte, limitatamente a ribellione, diserzione e disordini provocati da soldati sul Fronte Orientale, un intervento approvato dai conservatori, nonostante che Kerensky stesso fosse stato affiliato a lungo con i Socialisti Rivoluzionari.
Pubblici funerali furono dedicati dal governo il 15 luglio per i soldati cosacchi che erano stati uccisi dai partecipanti ai Giorni di luglio.
Il 18 luglio, Kerensky spostò i ministri del nuovo governo nel Palazzo d'inverno e spostò il Soviet dal Palazzo Tauride all'Istituto Smolny.
Il potere bolscevico fu disperso per quel periodo. La soppressione delle dimostrazioni e la ristrutturazione del governo segnarono la fine del Doppio Potere. Il nuovo governo Social-Rivoluzionario e Menscevico, sotto la leadership di Kerensky, si spostò in risposta ai Giorni di luglio verso un percorso più conservatore.